# Sylvanus Morley
Sylvanus Griswold Morley (født 7. juni 1883, død 2. september 1948) var en amerikansk arkæolog, epigraf og mayaforsker, hvis arbejde havde stor betydning for udforskningen af den præcolumbianske mayakultur i det tidlige 20. århundrede.
Morley er særlig kendt for sine omfattende udgravninger af mayabyen Chichen Itza, som han stod for på vegne af Carnegie Institution. Han udgav også flere store sammenfatninger og afhandlinger om mayaskriftsystemet og skrev populære beretninger om mayaerne.
Blandt sine samtidige var "Vay" Morley en af sin tids førende mesoamerikanske arkæologer. Selv om nyere udvikling inden for området har ført til genevaluering af hans teorier og arbejde, refereres der stadig til hans udgivelser, særligt dem der omhandler Mayakalenderens inskriptioner. Som leder af forskellige projekter sponseret af Carnegie Institution var han ansvarlig for og opmuntrede mange andre, der senere fik succesrige selvstændige karrierer. Hans engagement og entusiasme for mayaforskningen var medvirkende til at sikre nødvendige sponsorater til de projekter, der senere blotlagde mange oplysninger om den gamle mayakultur.
Morley udførte tillige spionage i Mexico for USA under første verdenskrig, men omfanget af disse aktiviteter blev først kendt længe efter hans død. Hans arkæologiske feltarbejde i Mexico og Mellemamerika gav en passende dækhistorie for hans efterforskning af tyske og anti-amerikanske aktiviteter på opfodring fra USA's flådeefterretningstjeneste, Office of Naval Intelligence.

## Barndom, ungdom, uddannelse og første ekspeditioner
Sylvanus G. Morley blev født i Chester i Pennsylvania, som den ældste af seks børn.
Faren, oberst Benjamin F. Morley, var vicedirektør og underviser i kemi, matematik og taktik ved Pennsylvania Military College (PMC). Moren, Sarah, havde også forbindelse til universitet, hvor hendes far, Felix de Lannoy, havde undervist i moderne sprog. Felix (Sylvanus' morfar) var immigreret til USA fra det nyligt uafhængige Belgien, hvor dennes far var dommer ved Højesteret.
Familien flyttede til Colorado da Sylvanus var ti år gammel, og han afsluttede sin skoleuddannelse i Buena Vista og Colorado Springs. I Colorado fik Morley interesse for arkæologi og særligt ægyptologi. Men hans far, der var uddannet inden for naturfagene og tog sin klasses bedste afgangseksamen som civilingeniør ved PMC, støttede ikke sønnens ambitioner. Han mente ikke, at der var muligheder inden for arkæologien, og opfordrede sin søn til at læse til ingeniør. Sylvanus læste til civilingeniør ved PMC og dimitterede i 1904.
Ikke desto mindre fik Sylvanus straks efter sin ingeniøreksamen sit ønske opfyldt om at gå på Harvard University for at tage en bachelorgrad i arkæologi. Under studierne på Harvard ændredes hans fokus fra det gamle Ægypten til de præcolumbianske mayaer på opfordring af direktøren for Peabody Museum, F. W. Putnam og den unge Alfred Tozzer, nyudnævnt professor ved Harvards antropologiske institut. Morleys interesse for mayaerne kan have været vakt tidligere, ifølge hans medstuderende og senere kollega Alfred V. Kidder. H. Rider Haggards roman Heart of the World fra 1895 af baseret på eventyr om "tabte byer" i Mellemamerika, var en af den unge Morleys yndlingsbøger.
Morley blev i 1907 bachelor i American Research fra Harvard. Hans første arbejde i felten gik i januar samme år til Mexico og Yucatán, hvor han besøgte og udforskede flere mayaruinbyer, blandt andre Acanceh, Xtocche, Labna, Kabah, Uxmal, Zayil, Kiuic og Mayapan. Han tilbragte flere uger i Chichen Itza som Edward Thompsons gæst og hjalp med at rense Cenote Sagrado. På hjemturen til USA havde han flere genstande fra cenoten med sig, som skulle indgå i samlingen på Harvards Peabody Museums.
Sommeren 1907 arbejdede Morley i to måneder for School of American Archaeology (SAA) i Santa Fe, New Mexico, hvor han udførte feltarbejde i det sydvestlige USA. Der udforskede han anasazikulturens bosættelser og arkitektur. Blandt andre, der udførte arbejdet, var kunstneren Georgia O'Keeffe. Morley gav betydningsfulde bidrag til definitionen af en bestemt "Santa Fe"-stilvariant af præcolumbiansk arkitektur.
Efter denne opgave blev Morley fastansat ved SAA, og i løbet af de følgende år vekslede hans feltarbejde mellem opgaver i det sydvestlige USA, Mexico og Mellemamerika.
I 1908 blev Morley cand.mag. (Master of Arts) fra Harvard.

## Carnegie Institution og Chichen Itza-forslaget
I 1912 annoncerede Carnegie Institution at de ville finansiere et antropologisk institut på opfordring fra medlem af præsidet William Barclay Parsons. Bestyrelsen meddelte i december, at den søgte forslag til egnede projekter; den modtag tre forslag, blandt andre et fra Morley om at udforske og udgave Chichen Itza.
Carnegie Institution godkendte Morleys forslag i december 1913, og en måned senere blev han ansat til at lede projektet, men ustabilitet i Yucatán efter den mexicanske revolution og verdenskrigen medvirkede til at forslaget blev udskudt i ti år. Udgravningsarbejdet ved Chichen Itza begyndte først i 1923- 24-sæsonen.
Mens Chichen Itza-projektet var i bero, foretog Morley flere ekspeditioner i Mexico og Mellemamerika for Carnegie Institution. Han udgav i 1915 sit første større værk, An Introduction to the Study of Maya Hieroglyphs.

## Spionage
Under første verdenskrig indsamlede Morley efterretninger om det Tyske kejserrige og rapporterede om, hvad deres agenter foretog sig i området, oplysninger der var af stor interesse for USA's regering. Ifølge nyere oplysninger, var Morley en af flere agenter for ONI, der arbejdede i området under dække af at udføre forskning. Deres opgave var at finde beviser på pro-tysk og antiamerikansk agitation i Mexico og Mellemamerika og at være på udkig efter hemmelige tyske ubådsbaser (der viste sig ikke at findes). Morleys arkæologiske arbejde gav ham god undskyldning for at rejse rundt ude på landet med fotografisk udstyr, og han rejste mere end 3.200 kilometer langs den mellemamerikanske kyst i sin søgen efter beviser på eksistensen af tyske baser.
Flere gange måtte Morley overbevise mistænksomme soldater om, at han var en ægte videnskabsmand, og ved et tilfælde blev han næsten afsløret. I 1917 blev Morley forhindret i at fotografere et gammel spansk fort af en trup honduranske soldater, der mistroisk havde overvåget ham. Han protesterede kraftigt til de lokale myndigheder og erklærede, at hans akkreditiver som arkæolog burde være nok til at holde ham uden for mistanke. De lokale myndigheder lod sig ikke rokke, og først da det lykkedes Morley at fremskaffe et introduktionsbrev underskrevet af Honduras præsident, Francisco Bertrand, fik han lov til at fortsætte.
Morley leverede omfattende analyser (han indsendte over 10.000 rapportsider) med mange observationer i området, bl.a. detaljeret kortlægning af kystlinjen og identificering af politiske og sociale synspunkter, der kunne "true" USA's interesser. Nogle af disse rapporter var nærmest økonomisk spionage med detaljerede oplysninger om om store amerikanske virksomheders lokale konkurrenter og modstandere i området, som United Fruit Company og International Harvester.
Som hans senere arbejde beviste, var Morley en dygtig videnskabsmand og arkæolog med blivende interesse for området. Men hans forskningsresultater syntes i den tid stort set at være sekundære i forhold til hans spionageopgaver. Han var "nok den bedste hemmelige agent USA frembragte under første verdenskrig". Kort efter krigen udtrykte flere af Morleys samtidige bekymring over det bedrageriske spionagearbejde, som Morley og andre af hans kollegaer havde været mistænkt for. En fremtrædende kritiker var den berømte antropolog Franz Boas, hvis protestbrev blev trykt den 20. december 1919 i tidsskriftet The Nation. Uden at nævne de mistænkte arkæologer ved navn, tog Boas i sit brev afstand fra mellemamerikanske agenter, der havde "prostitueret videnskaben ved at bruge den som et dække for deres aktiviteter som spioner". Ti dage efter brevet blev trykt, blev Boas kritiseret af American Anthropological Association ved en afstemning (21 stemmer for og 10 imod) hvor AAA tog afstand til Boas synspunkter. Den etiske debat om sådanne "arkæolog-spioner" fortsætter i dag, hvor nogle kommentatorer bemærker hvilken fare og mistanke, de udsætter dem for, som foretager legitimt arkæologisk feltarbejde, særligt dem der arbejder eller ønsker at arbejde i "følsomme" regeringskontrollerede områder.

## Feltarbejde i Mexico og Mellemamerika
De næste to årtier tilbragte Morley det meste af sin tid med at arbejde i mayaområdet, som leder af de sæsonbetingede arkæologiske gravearbejder og restaureringsprojekter, mens han indimellem vendte tilbage til USA for at holde foredrag om sine fund. Selv om han primært var involveret i arbejdet ved Chichen Itza, påtog Morley sig også ansvar for Carnegie-sponseret feltarbejde, der udstrakte sig til andre mayaruinbyer, så som Yaxchilan, Coba, Copán, Quiriguá, Uxmal, Naranjo, Seibal og Uaxactun. Morley genopdagede sidstnævnte (i Petén-bækkenområdet i Guatemala, nord for Tikal). Overbevist om, at der måtte være mange flere ukendte gamle mayabyer i området, fortalte Morley de lokale chicleros, som gennemsøgte junglerne efter udnytbare kilder til naturgummi´, at der ville blive givet en dusør for oplysninger om nye steder. Således fik han oplysninger, der førte til genopdagelsen af Uaxactun. Navnet uaxactun tog han fra mayasprogene efter en steleinskription, han fandt på stedet, hvorpå der var registreret en dato efter mayaernes "lang tælling"-kalender i den ottende cyklus (dvs. "8-tun", hvor tun er en tidsenhed, som svarer til 360 dage; navnet kunne også bogstaveligt betyde "otte sten", og udtalen er måske et ordspil på "Washington", hjemsted for det sponserende institut).
Nu fik Morley ry for at være pålidelig blandt de lokale yucateker-mayaer i Mérida-området, der stadig led under følgerne af kastekrigen mod den mexicanske regering. I årenes løb blev han nærmest en repræsentant for dem i flere sager, selv om han omhyggeligt sørgede for ikke at udfordre hverken Mexicos eller USA's regering.
Hans ledelse af alle instituttets aktiviteter i mayarområdet løb snart ind i problemer. På grund af kritik af dele af forskningskvaliteten og overskredne budgetter og planer fik Carnegies bestyrelse den opfattelse, at Morleys styrke ikke lå i at lede flere projekter på én gang. I 1929 blev den overordnede ledelse overdraget til A.V. Kidder, og Morley kunne koncentrere sig om Chichen Itza.
Carnegie-planen under ledelse af Morley sponserede også planen også det sammenlignende forskningsarbejde i marken vedrørende de moderne yucateker-mayaers samfund. Denne forskning blev udført i 1930'erne under ledelse af antropologen Robert Redfield som forskningslektor for Carnegie indsamlede oplysninger og undersøgte de kulturelle kontraster som mayaindianerne oplever på fire samfundsniveauer:
- en traditionel indianerbebyggelse,
- en landsby,
- en mindre by og
- en storby

De blev udtrykt socialantropologisk analyseret som "typer" repræsenterende forskellige grader af samfundsmæssig isolation og homogenitet.
Arbejdsårene i de Mellemamerikanske jungler under ugunstige betingelser forværrede den spinkle Morleys helbred. Flere gange var han uarbejdsdygtig af malaria, og han måtte året efter indlægges med tyktarmsbetændelse og senere amøbiasis. I 1930'erne blev det også klart, at han havde hjerteproblemer, som kom til at plage ham resten af livet. Ikke desto mindre fortsatte han sit arbejde med tydelig entusiasme, selv om han "afskyede" forholdene i junglen.
Mellem projektledelse og forskning udgav Morley flere afhandlinger om mayaskrifttegnene og sin fortolkning af deres betydning. Deriblandt en undersøgelse af inskriptioner i Copán (1920) og en større undersøgelse (et stort værk på over 2.000 sider i fem bind) omfattende mange af de ruinbyer, han havde udforsket i Péten-området 1932-38.

## Udgravninger i Chichen Itza

### Kontekst
Ruinbyen Chichen Itza ligger omkring 120 km sydøst for Mérida på indlandssletterne i det nordligt centrale Yucatán. Stedet har været kendt af europæerne siden besøg af 1500-tallets conquistadores. Under erobringen af Yucatán forsøgte spanierne at gøre Chichen Itza til deres hovedstad, men modstand fra mayaerne fordrev dem efter flere måneders besættelse. Da spanierne vendte tilbage til Yucatán i 1542, lykkedes det dem endelig at etablere en hovedstad i en anden mayaby, T'ho (eller Tiho), som de omdøbte til Mérida.
Længe før de første spanieres ankomst var Chichen Itza tydeligvis forladt, selv om de lokale yucateker-mayaer stadig boede tæt på og endda inden for byens tidligere grænser (men i nybyggede træhytter, ikke i stenbygningerne). Navnet Chichen Itza kendes fra de tidligt registrerede spanske beretninger som Diego de Landas &ndahs; om de lokale beboere, for hvem stedet længe havde været pilgrims- og ceremonielt sted. Navnet (i moderne yucatekerortografi chich'en itza) betyder omtrent "itzaernes brønds mund", hvor "itza" er navnet på det folk, der sagdes at være stedets tidligere beboere, og "brønden" er den nærtliggende hellige cenote (et stort vandfyldt hul). I de næste tre århundreder efter erobringen forblev stedet relativt uberørt til John Lloyd Stephens og Frederick Catherwood ankomst; flere plantager var dog blevet anlagt tæt på.
På det tidspunkt var områdets totale størrelse langt fra sikker, men i dag anses det for at være en af de største mayaruinbyer i Yucatán-området. Hvor længe siden stedet blev funktionelt forladt var ikke indlysende, om end det syntes at være kortere tid end andre ældre forladte byer i det centrale og sydlige mayaområde.

### Iværksættelsen af Carnegie-projektet
I 1922 havde den turbulente politiske situation i Mexico stabiliseret sig noget. Det banede vejen for at Carnegie Institutions Chichen Itza-projekt kunne begynde. Morley og Carnegie Institutions formand Charles Merriam besøgte Chichen Itza i februar 1923. Den mexicanske regering var allerede i færd med at restaurere den store pyramide el Castillo. Morley gav Merriam en rundvisning, han mente ville være bedst egnet til udgravning og restaurering: et kompleks af høje kendt som De Tusinde Søjlers Gruppe (deriblandt Krigernes Tempel).
Da Morley og hans hold i 1924 vendte tilbage for at iværksætte deres udgravninger, var Chichen Itza et spredt kompleks bestående af flere store ruiner og mange mindre, de fleste skjult under jordhøje og bevoksning. Nogle dele af området var undersøgt, fotograferet og dokumenteret i slutningen af det 19. og begyndelsen af det 20. århundrede af Desire Charnay, Augustus Le Plongeon, Teoberto Maler, Alfred Maudslay, Eduard Seler og Edward H. Thompson, selv om kun Le Plongeon og Thompson havde udført udgravninger af betydning, og deres arbejde kom til at blegne for Carnegies projekt.

### Større fund
Med en fornybar tiårig gravetilladelse fra den mexicanske regering fra 1924 begyndte Morley, hans leder i marken Earl H. Morris, kunstnerne Ann Axtel Morris og Jean Charlot samt flere andre deres første undersøgelser. De udvalgte et område inden for det, der så ud til at være ruinbyens centrale plads, hvor nogle søjlers kapitæler lå blotlagt. Til deres store overraskelse, fritlagde de række efter række af fritstående søjler. Det var overraskende, fordi sådanne søjler næsten aldrig havde været set i klassisk mayaarkitektur. Komplekset, De Tusinde Søjlers Kompleks (selv om der er færre end tusinde) var hverken mayaagtigt i udførelse eller opstilling, bekræftede tidligere spekulationer om at Chichen Itza var noget af en gåde. Opstillingen havde meget mere til fælles med arkitektoniske stilarter blandt kulturer i det centrale Mexico mere end 1000 km væk, end med den klassiske og præklassiske mayakultur. Særligt syntes komplekset og andre, der gradvist blev blotlagt, at have meget mere til fælles med konstruktionerne i Tula, som menes at have været toltekernes hovedstad, og som lå omkring 100 km nord for den nuværende Mexico City.
I de næste sæsoner udvidede holdet deres udgravninger og genfandt anormale bygningsværker i jordhøjen som Jaguarens Tempel og Krigernes Tempel. I 1927 opdagede de et ældre bygningsværk under Krigernes Tempel, som de kaldte Chacmool'ens Tempel, efter endnu et fund af denne karakteristiske billedhuggerkunst. Bygningsværkerne havde frescoer, der var forskellig fra mayaernes, eller i det mindste en hybrid mellem maya og ikke-maya. De arbejdede også på rekonstruktionen af el Caracol, en unik cikulær bygning, der lignede et observatorium. En separat arkæologisk udgravning på vegne af den mexicanske regering var også i gang på stedet; de to projekter delte udgravningsområderne mellem sig og arbejdede i flere år ved siden af hinanden, på en forbeholden, men i øvrigt venlig måde.
Mens Morris havde det daglige ansvar, og Charlot tegnede vægmalerierne, beskæftigede Morley sig med at kopiere de inskriptioner, han kunne finde, særligt de daterede dele. Da de fleste af inskriptionsdatoer var registreret på stedet på en forkortet form, kendt som den "korte tælling", der kun identificerede en begivenhed inden for en periode på omkring 260 år, var det svært at afgøre præcis hvilken periode, det drejede sig om. Ved slutningen af projektet var Morleys arbejde på dette område delvist afløst af en mere omfattende analyse udført af Hermann Beyer i 1937. Beyer fortæller:
| Citat | Jeg har ofte været uenig med doktor Sylvanus G. Morley. Det er let at forklare på grund af det faktum, at han er en af de få arkæologer, der har studeret hieroglyfferne i Chichen Itza. Mens jeg er enig i hans resultater vedrørende inskriptionerne på det gamle riges byer, der indeholder mange datoer og tidsrum, mener jeg at hans metode, med udelukkende at koncentrere sig om kalendariske emner slår fejl i Chichen Itza, da der blot er nogle få hieroglyffer af den art. | Citat |
|       | |       |

Projektets senere år blev i stadig højere grad koncenteret om restaureringsarbejdet på de vigtigste bygningsværker, da Morley altid havde øje for projektets dobbelte formål: forskning og genopbygning for at give turistindtægter.

### Resultater
Nettoresultatet ved deres udgravninger viste, at Chichen Itza var en usædvanlig kombination af byggestilarter: ikke blot var der et bredt udvalg af mayastilarter så som Puuc, Rio Bec og Chenes, men også en betydelig tilstedeværelse af mexicansk indflydelser så som El Tajín, men mere fremtrædende toltekisk. Beviserne antydede at stedet havde været beboet mindst siden den midt-klassiske periode, men at en særlig glans opstod i den post-klassiske periode, hvor stedet tilsyneladende var en stormagt. Ud fra de kombinerede resultater af deres og andres arbejde samt nogle dokumenterede beretninger om kontaktperiodens mayafolk dannedes den opfattelse, at Chichen Itza var blevet invaderet og erobret i det 10. århundrede af toltekerkrigere fra det fjerne vesten, som opretholdt magten over de lokale mayaer i omkring hundrede år, kun for at blive erstattet af en blandet maya-mexica-gruppe, kendt som itzafolket. Senere beviser antyder, at året for invasionen skete i 987, og at lederen var den legendariske toltekerhersker Topiltzin Ce Acatl Quetzalcoatl, efter den mesoamerikanske gud Quetzalcoatl (K'ulk'ulkan på yucatekisk).
Morley var generelt modstander af tanken om, at andre eksterne grupper havde påvirket mayaerne, men fordi erobringen fandt sted i den "degenererede" postklassiske periode, anså han det for acceptabelt. Toltekernes invasion af Yucatán blev den fremherskende blandt flertallet af mayaforskere. Forskning fra midten af 1990'erne har dog betvivlet denne antagelse; mange mener nu, at en egentlig invasion ikke fandt sted, men at lighederne i stilarterne primært skyldes diffusionnisme og handel og det faktum, at der ikke er beviser på at diffusionnismen på den tid gik i begge retninger.
Chichen Itzas kronologi er fortsat et debatemne, og mysteriet om den klassiske mayakulturs nedgang er ikke løst (omfattende "mexicanisering" på grund af invaderende styrker er udelukket på grund af manglende antydninger deraf på sydligt og centralt placerede steder). Dog gav Carnegies udgravninger en betydelig mængde nye oplysninger, og er bemærkelsesværdige alene på grund af deres omfang og så meget mere for deres detaljeringsgrad og den bagvedliggende forskning. Carnegies rekonstruktion af stedet har vist sig at være blivende, og i dag er Chichen Itza en af de mest besøgte precolumbianske ruinbyer i hele Mellemamerika og Mexico, med mere end en million besøgende om året.

## Projektafslutning og de sidste år
Efter næsten tyve år blev Carnegis Chichen Itza-projekt færdigt i 1940 med restaurerings- og undersøgelsesarbejdet afsluttet og målsætningerne i det store hele opfyldt. Morley vente tilbage til USA for at blive leder ved School of American Research and the Museum of New Mexico. Han begyndte også at arbejde på et stort værk om oldtidens mayasamfund, som blev færdig og udgivet i 1946. Det blev ud over hans populære magasinartikler et af hans mest succesrige værker, og det er posthumt blevet revideret og genoptrykt flere gange.
Morley vendte aldrig igen tilbage til det område, hvor han havde tilbragt så megen tid og hvis undersøgelser han nærmest var blevet synonym med; Sylvanus Morley døde i 1948, i en alder af 65 år, to år efter sin sidste store udgivelse.

## Hovedværker
Blandt Morleys udgivelser:
- 1915: An Introduction to the Study of Maya Hieroglyphs
- 1920: The Inscriptions of Copán
- 1938: The Inscriptions of Petén (5 bind)
- 1946: The Ancient Maya (revideret 3. udgave udgivet i 1956 af G. W. Brainerd)

Ud over sit videnskabelige arbejde anså Morley det for vigtigt at dele sin entusiasme for mayakulturen med offentligheden. Han skrev en populær artikelserie om mayaerne og forskellige mayaruinbyer til National Geographic Magazine. Flere arkæologer mindedes, at de i deres ungdom at have læste artiklerne, der var "levende illustreret med en farvegengivelse af en påstået jomfru iført en tynd huipil [en klædedragt], som blev kastet ned i den Hellige Cenote"; det var dét der havde gjort dem interesseret i arbejdet.
Morleys bog The Ancient Maya har været anvendt som primær kilde i forsøg på at forfalske manuskripter fra tiden for mesoamerikas erobring, som fx manuskripterne kendt som Historias de la Conquista del Mayab og Canek-manuskriptet. Dokumenterne foregav at være samtidige beretninger skrevet omkring det 17. århundrede, der var blevet "opdaget" i midten af 20. århundrede. Manuskripterne fortæller om forskellige aspekter ved mayakulturen og beskriver hændelser fra den tidlige spansk kolonitid; flere indeholder også tegninger af mayaideogrammer. Selv om nogle først blev accepteret som ægte, har senere analyser påvist slående ligheder med den spansksprogede udgave af Morleys bog, og manuskripterne afsløredes som forfalskninger lavet mellem 1950 og 1965.

## Den anden Sylvanus G. Morley
Morley havde en ældre fætter, Sylvanus Griswold (Small) Morley (1878-1970), der underviste i spansk på University of California, Berkeley. I biografier og andre værker bliver deres liv og levned ofte sammenblandet.